# Бармы греческой работы

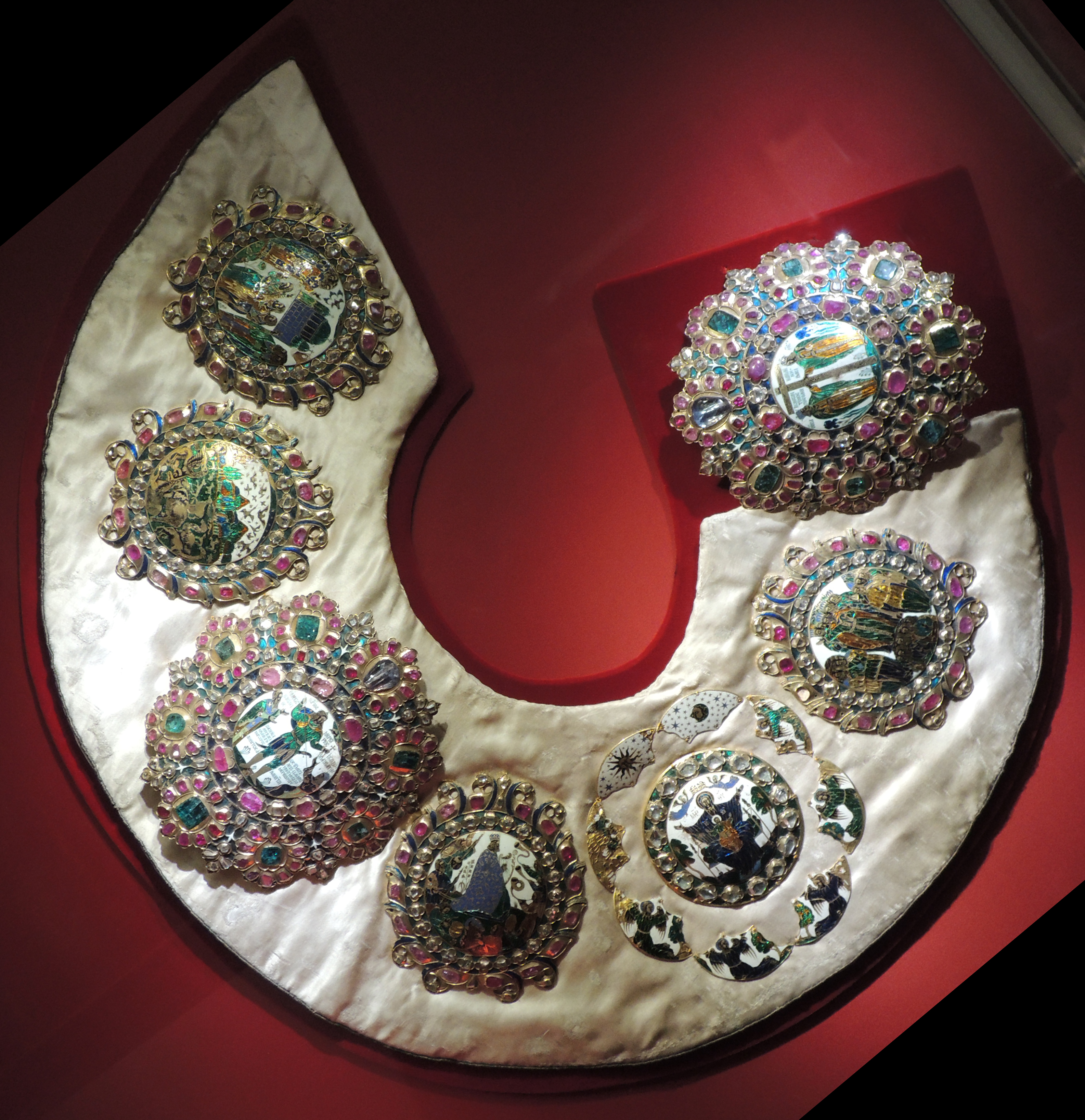
Бармы греческого дела

Бармы «греческой работы» Алексея Михайловича или «диадема» — одна из самых ценных царских регалий России, которая хранится в собрании Оружейной палаты Московского кремля  (инв. Р-12/1-7).

## История
Во времена Алексея Михайловича значительная часть его коронационных регалий была сделана греками — жителями Стамбула. В 1662 г. греческий купец и ювелир Иван Юрьев привёз царю державу, а также бармы.

## Описание

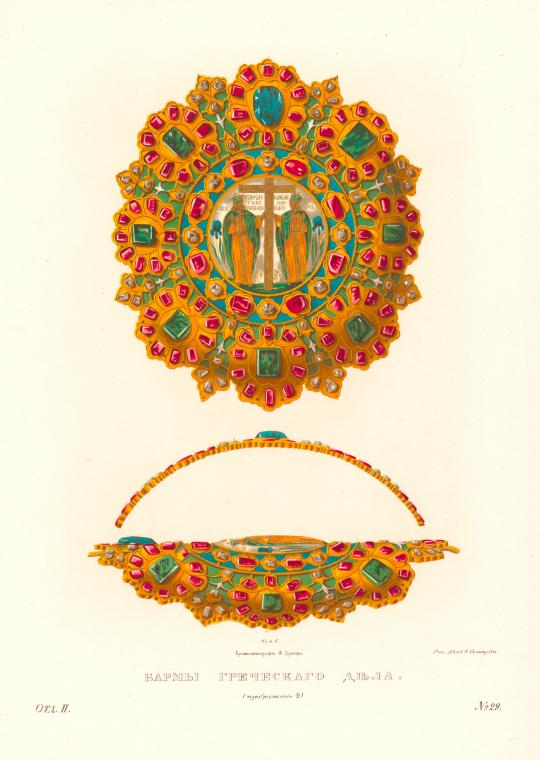
Рисунок в «Древностях» Федора Солнцева

Бармы состоят из 7 драгоценных эмалированных металлических медальонов-запон, обильно украшенных драгоценными камнями. 
На медальонах изображены: на трёх крупных — 1) на передней круглой пологе — Богородица с новорождённым Иисусом и Евангелием, 2) на правой круглой пологе — Святые Константин и Елена с Крестом Господа, 3) на левой круглой пологе изображено чудо Святого Меркурия напротив императора Юлиана Отступника; на четырёх малых — 1) Пение псалмов царём Давидом, 2) Сотворение мира, 3) изображения царей, апостолов и праведников, 4) Сошествие Святого Духа.
Как отмечают старинные источники Оружейной палаты, «диадема» сделана «против образца диадимы благочестиваго Греческаго Царя Константина». Пояснительные надписи на запонах сделаны на греческом языке.
В целом все 7 медальонов «диадемы» содержат 248 алмазов и 255 других драгоценных камней. По описанию 1702 года бармы оценены в 3917 рублей.